# Santa Cruz de la Serós
Santa Cruz de la Serós (cuya traducción del antiguo aragonés sería Santa Cruz de las Sorores) es un municipio español de la provincia de Huesca perteneciente a la comarca de la Jacetania y al partido judicial de Jaca, en la comunidad autónoma de Aragón.

## Geografía
El término municipal de Santa Cruz de la Serós se encuentra en el valle del río Aragón, extendiéndose al sur de dicho río, frente a los Pirineos, al pie de la sierra de San Juan de la Peña. Linda por el norte con Santa Cilia de Jaca y con Jaca, por el este con Jaca, por el sur con Jaca, Peñas de Riglos y Bailo; y por el oeste con Bailo y Santa Cilia de Jaca. Su término municipal incluye el núcleo de Binacua.
Parte de su término municipal está ocupado por el Paisaje protegido de San Juan de la Peña y Monte Oroel.

## Demografía
Santa Cruz de la Serós cuenta con una población de 188 habitantes (INE 2024).
| Gráfica de evolución demográfica de Santa Cruz de la Serós entre 1842 y 2021                                        |
| |
| Población de derecho según los censos de población del INE Población de hecho según los censos de población del INE |

## Administración y política
| Período   | Alcalde                          | Partido |  |
| --------- | -------------------------------- | ------- |  |
| 1979-1983 | José Lacasta Toyas               | UCD     |  |
| 1983-1987 |                                  |         |  |
| 1987-1991 |                                  |         |  |
| 1991-1995 |                                  |         |  |
| 1995-1999 |                                  |         |  |
| 1999-2003 |                                  |         |  |
| 2003-2007 |                                  |         |  |
| 2007-2011 |                                  |         |  |
| 2011-2015 | Mª del Carmen Martínez Fernández | PSOE    |  |
| 2015-2019 | Sergio Lacasta Betrán            | PSOE    |  |
| 2019-2023 | Mª Rosario García Piedrafita     | PSOE    |  |
| 2023-2028 | Mª Fe Vinacua Aquilué            | PSOE    |  |

| Partido político    | Partido político                                                     | 2003   | 2007   | 2011   | 2015   |
| Partido político    | Partido político                                                     | Ediles | Ediles | Ediles | Ediles |
|                     | Partido de los Socialistas de Aragón (PSOE-Aragón)                   | 4      | 3      | 4      | 4      |
|                     | Partido Aragonés (PAR)                                               | 1      | 1      | 1      | 1      |
|                     | Partido Popular de Aragón (PP)                                       | 0      | 0      | —      | 0      |
|                     | Agrupación de Electores de Santa Cruz de la Serós y Binacua (AESCSB) | —      | 2      | —      | —      |
|                     | Chunta Aragonesista (CHA)                                            | —      | 0      | —      | —      |
| Total de concejales | Total de concejales                                                  | 5      | 6      | 5      | 5      |

## Patrimonio arquitectónico

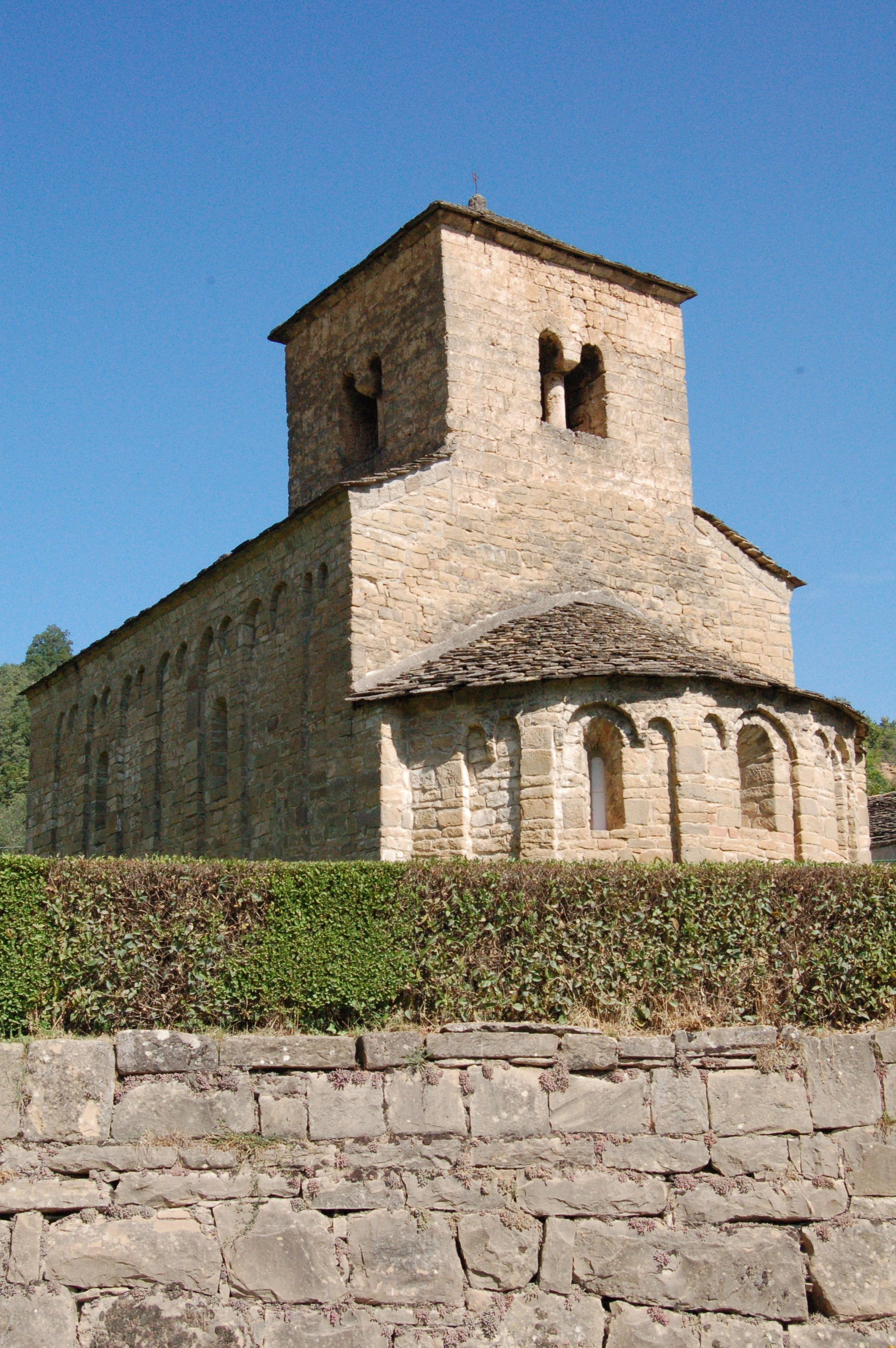
Iglesia de San Caprasio

- Iglesia de Santa María
- Iglesia de San Caprasio
- Monasterio de San Juan de la Peña